# Teoría de la inversión de la competencia entre partidos políticos
La teoría de la inversión de la competencia entre partidos políticos (en inglés: investment theory of party competition) es una teoría política desarrollada por Thomas Ferguson, profesor de ciencias políticas en la Universidad de Massachusetts. La teoría defiende que son las élites económicas, y no los votantes, quienes juegan el papel principal en los sistemas políticos.

## Teoría
Esta teoría describe las elecciones como el momento en que especialistas en inversión coinciden y compiten para controlar el Estado, manteniendo que, en ausencia de sociedad civil organizada y de sindicatos, el poder pasa a manos de la economía, y argumentando que la candidatura con mayor financiación es siempre la ganadora.
La teoría también afirma que los congresistas de EE. UU. defienden los intereses de una élite y arbitran los conflictos de interés de los diferentes grupos inversores en las campañas políticas. De este modo, se constituye una oligarquía que va rotando en función de intereses privados.
Esta teoría constituye un exitoso pronóstico de la política gubernamental.
Las corporaciones tienen los mismos derechos legales que las personas físicas, y por tanto su libertad de expresión les da derecho a apoyar candidaturas políticas.
Al equiparar derechos de la ciudadanía con los derechos de las corporaciones, los gobiernos han dejado de representar al pueblo, para pasar a representar a quien mejor campaña política pueda financiar.